# Réseau express régional saint-gallois
Le réseau express régional saint–gallois, ou RER saint–gallois  (en allemand S-Bahn St. Gallen) est un réseau express régional utilisant l'infrastructure des lignes ferroviaires suisses situées sur le territoire du canton de Saint–Gall.

## Historique
Le S-Bahn St. Gallen est créé en 2001.
Le 15 décembre 2013, a lieu l'ouverture de la nouvelle mouture du réseau modernisé.

## Réseau actuel

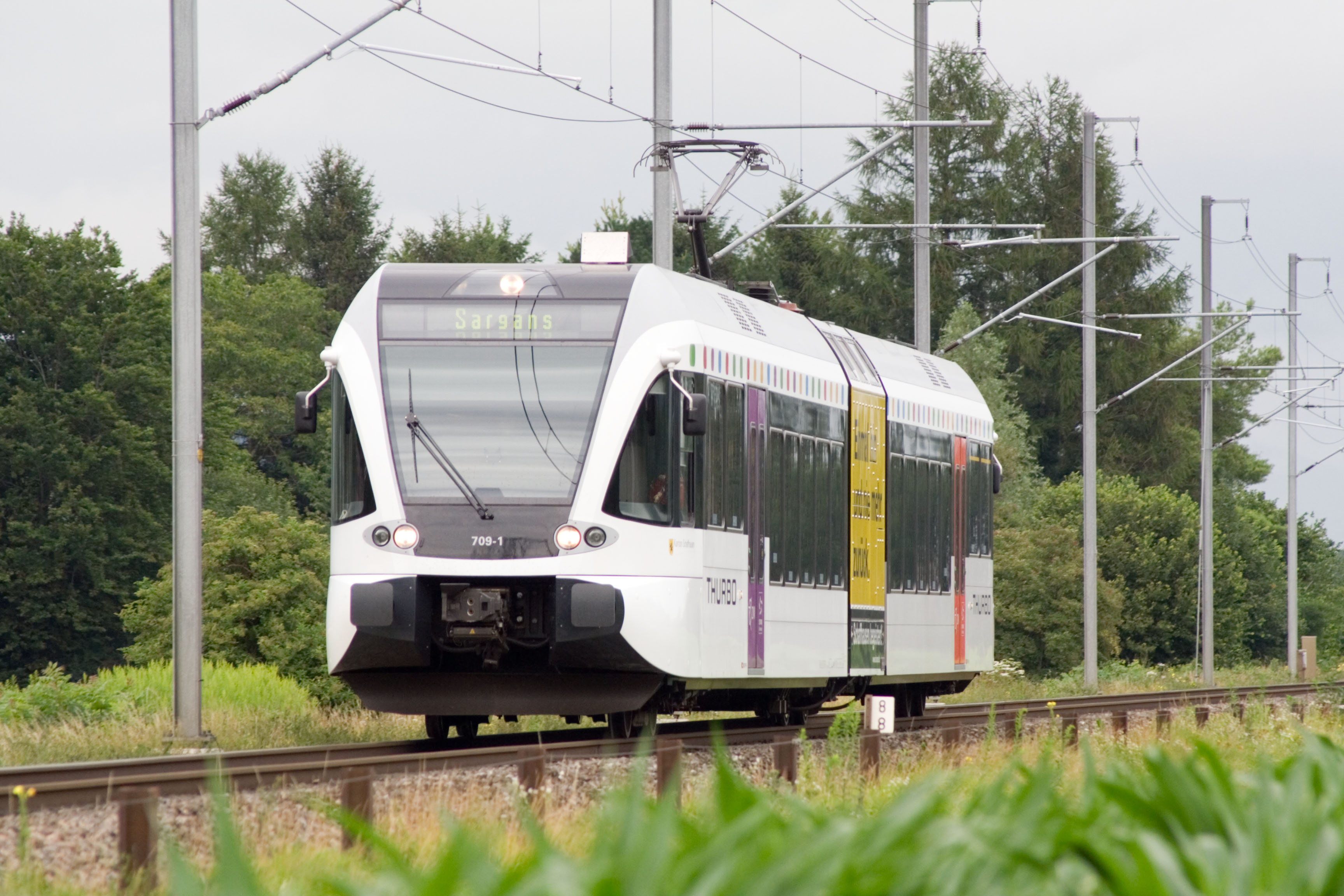
GTW 2/6 de Thurbo

### Lignes

#### Service complet
| Ligne | Parcours                                                                  | Opérateur |
| ----- | ------------------------------------------------------------------------- | --------- |
| S 1   | Wil – Saint-Gall – Romanshorn – Stein am Rhein – Schaffhouse              | Thurbo    |
| S 2   | Nesslau–Neu St. Johann – Herisau – Saint-Gall – Rorschach – Altstätten SG | Thurbo    |
| S 4   | Saint-Gall – Buchs SG – Sargans – Uznach – Wattwil – Saint-Gall (boucle)  | SOB       |
| S 5   | Weinfelden – Bischofszell Stadt – Gossau SG – Saint-Gall – St. Margrethen | Thurbo    |
| S 6   | Rapperswil – Uznach – Ziegelbrücke – Schwanden (– Linthal)                | SOB       |
| S 7   | (Weinfelden –) Romanshorn – Arbon – Rorschach (– Bregenz – Lindau–Reutin) | Thurbo    |
| S 9   | Wil SG – Bütschwil – Wattwil                                              | Thurbo    |
| S 10  | Wil SG – Weinfelden – Amriswil – Romanshorn                               | Thurbo    |
| S 12  | Sargans – Bad Ragaz – Landquart – Coire                                   | Thurbo    |
| S 14  | Weinfelden – Kreuzlingen – Constance                                      | Thurbo    |
| S 15  | Wil – Wängi – Frauenfeld                                                  | AB        |
| S 20  | Appenzell – Gais – Teufen – Saint-Gall – Trogen                           | AB        |
| S 21  | Appenzell – Gais – Teufen – Saint-Gall – Trogen                           | AB        |
| S 22  | Teufen – Saint-Gall – Trogen                                              | AB        |
| S 23  | Gossau SG – Herisau – Urnäsch – Appenzell – Wasserauen                    | AB        |
| S 24  | Altstätten Stadt – Gais                                                   | AB        |
| S 25  | Rorschach Hafen – Rorschach – Heiden                                      | AB        |
| S 26  | Rheineck – Walzenhausen                                                   | AB        |
| S 44  | Weinfelden – Kreuzlingen – Constance                                      | Thurbo    |
| S 81  | Saint-Gall – Herisau                                                      | Thurbo    |
| S 82  | Saint-Gall – Wittenbach                                                   | Thurbo    |

#### Anciennes lignes
| Ligne | Parcours                                            | Opérateur |
| ----- | --------------------------------------------------- | --------- |
| S3    | Saint-Gall – Rorschach – St. Margrethen             | Thurbo    |
| S8    | Saint-Gall – Romanshorn – Kreuzlingen – Schaffhouse | Thurbo    |
| S11   | Saint-Gall – Gossau SG – Wil                        | Thurbo    |
| S55   | Weinfelden – Sulgen – Gossau SG – Saint-Gall        | Thurbo    |

#### Type trains express
| Ligne | Nom              | Parcours             |
| ----- | ---------------- | -------------------- |
| VAE   | Voralpen–Express | Lucerne – Saint-Gall |
| REX   | Rheintal–Express | Wil – Coire          |